# Beth Botsford
Elizabeth Anne ("Beth") Botsford (Baltimore (Maryland), 21 mei 1981) is een voormalige Amerikaanse zwemster. Ze vertegenwoordigde haar vaderland op de Olympische Zomerspelen 1996 in Atlanta.

## Carrière
Bij haar internationale debuut, op de Pan Pacific kampioenschappen zwemmen 1995 in Atlanta, strandde Botsford in de series van zowel de 100 en 200 meter rugslag als de 200 meter wisselslag.
Tijdens de Olympische Zomerspelen van 1996 in Atlanta veroverde de Amerikaanse de gouden medaille op de 100 meter rugslag, op de 200 meter rugslag eindigde ze op de tiende plaats. Samen met Amanda Beard, Angel Martino en Amy Van Dyken sleepte ze de gouden medaille in de wacht op de 4x100 meter wisselslag.
Op de wereldkampioenschappen zwemmen 1998 in Perth eindigde Botsford als vijfde op de 100 meter rugslag. Op de 4x100 meter wisselslag zwom ze samen met Jenna Street, Misty Hyman en Barbara Bedford in de series, in de finale legden Lea Maurer, Kristy Kowal, Jenny Thompson en Amy Van Dyken beslag op de wereldtitel. Voor haar aandeel in de series ontving Botsford eveneens de gouden medaille.
In Winnipeg nam de Amerikaanse deel aan de Pan-Amerikaanse Spelen 1999, op dit toernooi veroverde ze de zilveren medaille op de 200 meter rugslag en de bronzen medaille op de 100 meter rugslag.
In zowel 2000 als 2004 probeerde Botsford, zonder succes, zich te kwalificeren voor het Amerikaanse Olympische team.

## Internationale toernooien
| Jaar | Olympische Spelen                                   | WK langebaan                                                        | WK kortebaan  | PanPacs                                               | Pan-Ams                     |
| ---- | --------------------------------------------------- | ------------------------------------------------------------------- | ------------- | ----------------------------------------------------- | --------------------------- |
| 1995 |                                                     |                                                                     | geen deelname | 18e 100m rugslag 18e 200m rugslag 24e 200m wisselslag | geen deelname               |
| 1996 | 100m rugslag · 10e 200m rugslag · 4x100m wisselslag |                                                                     |               |                                                       |                             |
| 1997 |                                                     |                                                                     | geen deelname | geen deelname                                         |                             |
| 1998 |                                                     | 5e 100m rugslag · 4x100m wisselslag · Botsford zwom enkel de series |               |                                                       |                             |
| 1999 |                                                     |                                                                     | geen deelname | geen deelname                                         | 100m rugslag · 200m rugslag |

## Persoonlijke records

### Kortebaan
| Afstand      | Tijd    | Datum         | Plaats       |
| ------------ | ------- | ------------- | ------------ |
| 100m rugslag | 59,34   | 16 maart 2000 | Indianapolis |
| 200m rugslag | 2.06,70 | 16 maart 2000 | Indianapolis |

### Langebaan
| Afstand      | Tijd    | Datum        | Plaats  |
| ------------ | ------- | ------------ | ------- |
| 100m rugslag | 1.01,19 | 22 juli 1996 | Atlanta |
| 200m rugslag | 2.13,48 | 25 juli 1996 | Atlanta |